# Agathosma leptospermoides
Agathosma leptospermoides är en vinruteväxtart som beskrevs av Otto Wilhelm Sonder. Agathosma leptospermoides ingår i släktet Agathosma och familjen vinruteväxter. Inga underarter finns listade i Catalogue of Life.